# Eusébio Scheid
Eusébio Oscar Scheid (ur. 8 grudnia 1932 w Luzernie, zm. 13 stycznia 2021 w São José dos Campos) – brazylijski duchowny katolicki, sercanin, arcybiskup Florianópolis i São Sebastiao do Rio de Janeiro, kardynał.

## Życiorys
Po wstąpieniu do Zgromadzenia Księży Najświętszego Serca Jezusa (SCI, sercanie, dehonianie) kształcił się w seminarium zakonnym w Corupa. Doktorat z teologii obronił później na Papieskim Uniwersytecie Gregoriańskim w Rzymie; tamże przyjął święcenia kapłańskie, których 3 lipca 1960 udzielił mu biskup Guaxupe Inacio Joao Dal Monte. Wykładał teologię, dogmatykę, liturgię i kulturę religii w kilku uczelniach kościelnych, m.in. na Uniwersytecie Katolickim w São Paulo.
W lutym 1981 został mianowany biskupem São José dos Campos i przyjął sakrę biskupią 1 maja 1981 z rąk nuncjusza w Brazylii, arcybiskupa Carmine Rocco. Dziesięć lat później, w styczniu 1991, przeszedł na stolicę arcybiskupią Florianópolis, a w lipcu 2001 został arcybiskupem Rio de Janeiro. Uczestniczył w sesjach Światowego Synodu Biskupów w Watykanie, a także w IV Konferencji Generalnej Episkopatów Latynoamerykańskich w Santo Domingo (Dominikana, październik 1992).
W październiku 2003 Jan Paweł II wyniósł go do godności kardynalskiej, z tytułem prezbitera Ss. Bonifacio e Alessio. Na tym samym konsystorzu kardynałem został także inny sercanin, Polak Stanisław Nagy.
Brał udział w konklawe 2005, które wybrało papieża Benedykta XVI.
8 grudnia 2012 w związku z ukończeniem 80 roku życia utracił prawo do czynnego uczestniczenia w przyszłych konklawe.